# 八戸薬品
八戸薬品株式会社（はちのへやくひん）は、青森県八戸市諏訪3-3-17に存在した、医薬品・医療機器をおもに取り扱う企業であった。
1992年に青森県五所川原市の鶴又薬品、岩手県盛岡市の田村薬品と合併し、青森県青森市に株式会社ショウエーとなった。

## 概要
- 代表者　原幸三郎
- 資本金　390万円

## 沿革
- 1941年 - 八戸市にて大久保平蔵が「大平薬局」創業
- 1961年
  - 9月 - 五所川原市の「鶴又原薬輔」が八戸市の「大平薬局」卸部門を譲受し資本金100万円で「大平商事」設立
  - 12月 - 八戸市の「和泉薬局」卸部門と「大平商事」が合併し資本金130万円で八戸薬品設立
- 1992年4月 - 青森県五所川原市の鶴又薬品、岩手県盛岡市の田村薬品と合併し、青森県青森市に株式会社ショウエーを設立した。

## 主な取引メーカー
- 三共
- 田辺製薬
- 山之内製薬
- 萬有製薬
- エーザイ